# Stridsvagn fm/31
De Stridsvagn fm/31, ook wel de Landsverk 30 (L-30), was een wiel-rupsvoertuig en een doorontwikkeling van de Landsverk 5. Het project liep parallel aan de ontwikkeling van de Landsverk 10. De tank werd ontworpen en gebouwd vanaf 1931, onderging tests vanaf 1935 en werd uit dienst genomen in 1940.

## Voorgeschiedenis
Toen Duitsland in 1921 de eerste geheime contacten legde met de Zweedse regering stuurde Duitsland tien LK II's naar Zweden toe. Zo wordt er een begin gemaakt aan de Zweedse tankontwikkeling. Dankzij tussenkomst van een Nederlandse bedrijf werd de producent Landsverk een holding van het Duitse bedrijf Gutehoffnungshütte Aktienverein für Bergbau und Hüttenbetrieb Oberhausen en wordt er in 1928 een tankfabriek gebouwd. Het bedrijf had ook belangen in de pantserstaal industrie van GHH (Gutehoffnungshütte). Dit was een manier van Duitsland om het Verdrag van Versailles te omzeilen en door te kunnen gaan met de ontwikkeling van tanks. In dat verdrag was namelijk bepaald dat Duitsland geen pantservoertuigen mocht bezitten of ontwikkelen. Otto Merker werd aangesteld als hoofd over de pantsertroepen. Een tank die voortkwam uit de samenwerking met Zweden was de Räder-Raupen Kampfwagen M28 GFK, in Zweden bekend als de Landsverk 5. De Duitse ingenieur Joseph Vollmer speelde in dit ontwerp een belangrijke rol. Toen het project echter faalde stopte het Duitse leger met de ontwikkeling, maar Zweden ging door en dit resulteerde in de L-10 en de L-30.

## Ontwikkeling
In 1930 bood Landsverk aan om een klein aantal tanks voor experimentele doeleinden te produceren voor het leger. Ook de firma Bofors, welke al had samengewerkt met Krupp en een tank ontwikkeld had, bood aan om een tank te ontwerpen. Niet veel later volgde AB Mogårdshammar, omdat zij hulp kreeg van de Oostenrijker Fritz Heigl, voormalig majoor en de schrijver van het bekende Taschenbuch der Tanks. Er werden zowel conventionele als wiel-rupsvoertuig ontwerpen voorgesteld. Mogårdshammar kreeg later echter tegenslag te verwerken, omdat F. Heigl was overleden. Daarom kwamen enkel Landsverk en Bofors met hun ontwerpen. In januari 1931 werd het project van Landsverk gekozen, omdat het project van Bofors onder de zware, winterse omstandigheden van Zweden niet geschikt werd geacht. Daarnaast ontwikkelde Landsverk synchroon twee tanks, waarvan één met en één zonder wielen. De tanks waren echter veel gebaseerd op Duitse ideeën en onderdelen. Onder andere de schorsing en de ophanging waren ontworpen door Ferdinand Porsche. Het Zweedse leger bestelde uiteindelijk één L-30.

## Ontwerp
Alhoewel de fabrieksnaam L-30 luidde, gaf het Zweedse leger het de naam Stridsvagn fm/31. De 'f' betekende dat het een proefmodel was. Het prototype werd gemaakt van normaal staal en de koepel was een houten model. Ook het kanon was een dummy. De motor in het model was een Duitse V12 Maybach DSO 8 benzinemotor met een vermogen van 150pk. Hiermee kon op de rupsbanden een snelheid behaald worden van 35 km/u en op de wielen een snelheid van 75 km/u. Het chassis en loopwerk waren ten opzichte van de L-5 sterk verbeterd, alhoewel de algemene lay-out vergelijkbaar bleef. Het systeem waarmee de wielen en rupsbanden werden verwisseld had slechts een tijd nodig van dertig seconden om te wisselen. Het systeem was, ondanks dat het modern en geavanceerd was, erg fragiel en kwetsbaar, zeker in militair gebruik. De pantserdikte varieerde tussen 6 en 14mm. Er was plaats voor drie of vier bemanningsleden; de commandant, schutter, en één of twee chauffeurs. Het testmodel had twee chauffeurs, van voren en van achteren. Het voertuig had uiteindelijk een gewicht van 11,5 ton. In het echte model zou een 37mm Bofors kanon geïnstalleerd worden en secundair twee KSP m/14-29 6.5mm machinegeweren.

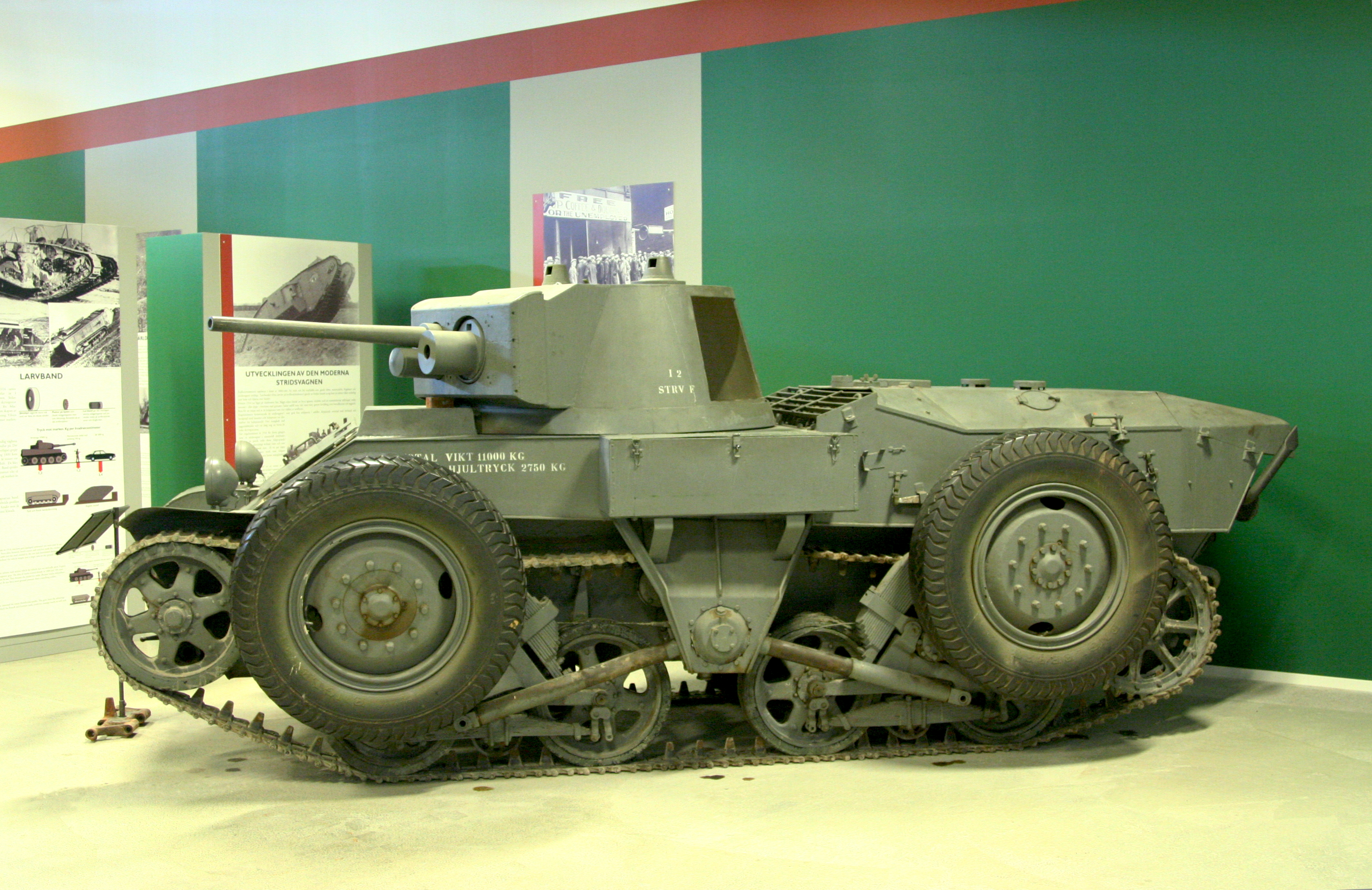
de huidige staat van de Stridsvagn fm/31

## Gebruik
Het testmodel werd in 1935 en 1936 intensief getest. Het systeem van wiel en rups was in die tijd echter al verouderd, omdat er al nieuwe methodes waren ontwikkeld voor een hogere snelheid en mobiliteit op rupsbanden. Ook bleken de rupsbanden te zwak en bij veel gebruik braken ze. Na 1936 werd het voertuig nog tot 1940 ingezet als testvoertuig. Daarna is het voertuig opgeslagen en later tentoongesteld in het Sveriges Försvarsfordonsmuseum.